# Vexillum crocatum
Vexillum (Pusia) crocatum, tên tiếng Anh: saffron mitre, là một loài ốc biển nhỏ, là động vật thân mềm chân bụng sống ở biển trong họ Costellariidae.

## Miêu tả
Loài này có kích thước giữa 17 mm and 36 mm

## Phân bố
Chúng phân bố ở Biển Đỏ, ở Ấn Độ Dương dọc theo Chagos và vùng bể Mascarene, và ở hải vực Ấn Độ Dương-Tây Thái Bình Dương.